# Christian Peter Julius Jørgensen
Christian Peter Julius Jørgensen, född den 8 augusti 1851 på Frederiksborg, död den 22 oktober 1916 i Hellerup (begraven i Søllerød), var en dansk klassisk filolog och arkeolog. 
Han blev student från Metropolitanskolen 1869, filologie kandidat 1876, 1883 lärare och 1886 adjunkt vid Metropolitanskolen, 1888 tillika assistent vid mynt- och medaljsamlingen (från 1892 på Nationalmuseet). På en resa i Italien och Grekland (1886-87) studerade han bland annat ämnet för sin doktorsavhandling: Kvindefigurer i den archaiske græske Kunst (utkom 1888). Medan hans vetenskapliga produktion i övrigt var av ringa omfång, utförde han ett betydande och fruktbart arbete för att främja filologiskt litterärt liv i Danmark (1892 var han generalsekreterare vid det Fjärde nordiska filologmötet, från 1875 ordförande för Filologiskhistorisk Samfund). Åren 1891–1915 utgav han 25 band av Studier fra Sprog- og Oldtidsforskning.